# Chapin (Carolina do Sul)
Chapin é uma cidade  localizada no estado norte-americano de Carolina do Sul, no Condado de Lexington.

## Demografia
Segundo o censo norte-americano de 2000, a sua população era de 628 habitantes.
Em 2006, foi estimada uma população de 689, um aumento de 61 (9.7%).

## Geografia
De acordo com o United States Census Bureau tem uma área de
4,7 km², dos quais 4,7 km² cobertos por terra e 0,0 km² cobertos por água. Chapin localiza-se a aproximadamente 142 m acima do nível do mar.

## Localidades na vizinhança
O diagrama seguinte representa as localidades num raio de 20 km ao redor de Chapin.